# 名古屋テバサキ
名古屋テバサキ（なごやテバサキ）は、松竹芸能に所属していたお笑いコンビ。現在は活動休止中。
国際結婚をしている実の夫婦で組んでいるお笑いコンビである。なお、コンビ名に「名古屋」と付いているものの、二人とも名古屋市近辺の出身というわけではない。

## メンバー
- ジョシュア・マクマリー（1977年12月30日 - ）
  - 本名：ジョシュア・マクマリー
  - ボケ担当、立ち位置は左。
  - アメリカ・カリフォルニア州出身。身長188cm。
  - アメリカ・ニューヨーク州公認弁護士の免許を持つ。
  - ニューヨーク大学（1999年5月～2003年5月）、カリフォルニア大学ロー・スクール（2004年5月～2007年5月）をそれぞれ卒業。2002年1月に高麗大学、2007年1月にテンプル大学院にそれぞれ留学。2008年5月、清華大学にてLLM専攻（中国法律）修了。
  - 米国HSBC銀行（HSBC Bank USA）、東京青山・青木・狛法律事務所 ベーカー&マッケンジー外国法事務弁護士事務所、スキャデン・アープス外国法事務弁護士事務所 にそれぞれ勤務、所属。
  - 兄弟は7人おり、その末っ子である。
- 永井 さちこ（ながい さちこ、1977年2月24日 - ）
  - 本名：マクマリー佐千子（マクマリーさちこ）
  - ツッコミ担当、立ち位置は右。
  - 京都市伏見区出身。身長164cm、血液型はB型。
  - 臨床検査技師の国家資格がある。
  - 2002年1月 高麗大学留学、2002年9月よりナイアガラカレッジ・オブ・サンフランシスコにて生化学専攻。ブリガムヤング大学（クリニカルラボラトリーサイエンス専攻、2006年9月～2007年12月）卒業。2008年1月、北京市の天鷹学院に留学。
  - カリフォルニア大学サンフランシスコ校、ユタバレーレジオナルメディカルセンター（Utah Valley Regional Medical Center）、北京ユナイテッドファミリーホスピタル（北京和睦家医院）にそれぞれ勤務。

## 略歴・芸風
2人が出会ったのはナイアガラの滝。マクマリーがさちこに声をかけたのがきっかけ。
マクマリーがお笑いをやることを強く希望したということにより、さちこがそれに乗る形でお笑いコンビとして活動を開始。松竹タレントスクールに16期生として入り、2009年に松竹芸能所属となる。
主なネタには、マクマリーが日本語を間違えて、さちこがそれに突っ込むものや、さちこが好きすぎるマクマリーが嫉妬する、などのものがある。「国際派夫婦漫才」と言われたこともある。
『きらきらアフロ』の2021年9月9日放送分に、リモート観覧者として一家四人（一男一女を含む）で参加。アメリカに移住したものの、マクマリーがUSJの弁護士として招聘され、現在、兵庫県芦屋市に住んでいること、マクマリーが今なお漫才に未練があることを明らかにした。M-1グランプリ2021にエントリーしたが、1回戦欠席であった。

## 出演
- きらきらアフロ（テレビ大阪）- 2010年4月9日 - 2011年6月、マクマリーのみレギュラー[4]
- アリケン（テレビ東京）- 2009年10月3日「芸人ブラックジャック」、マクマリーのみ
- イツザイS（テレビ東京）- 2010年1月4日「インディーズ芸人オーディション」
- あらびき団（TBSテレビ）- 2010年1月13日初出演
- めちゃ×2イケてるッ!（フジテレビ） - 2010年10月9日「新メンバーオーディション」で最終審査まで残る。
- 笑っていいとも!（フジテレビ）- 2010年11月16日「お笑いニートを救え!ギャグマーケット」
- SMAP×SMAP（関西テレビ・フジテレビ）- 2010年11月29日「SMAPのちょっとだけ会いたい人」